# Survival of the Fittest
Survival of the Fittest – singel amerykańskiego zespołu hip-hopowego Mobb Deep promujący ich album, The Infamous. Został wydany 29 maja, 1995 roku. Utwór uplasował się na 69. miejscu notowania Billboard Hot 100. Do singla powstał teledysk.

## Lista utworów
Side A
1. "Survival of the Fittest" [LP Version]
2. "Survival of the Fittest" [Remix]

Side B
1. "Survival of the Fittest" [Extended Version]
2. "Survival of the Fittest" [Remix Instrumental]
3. "Survival of the Fittest" [Acappella]